# Raindrops Keep Fallin' on My Head
"Raindrops Keep Fallin' on My Head" är en sång som skrevs av Burt Bacharach och Hal David och framfördes av sångaren B. J. Thomas 1969. Den var ledmotiv till filmen Butch Cassidy och Sundance Kid samma år och blev en stor hit plus att den belönades med en Oscar för bästa sång. I januari 1970 toppade sången Billboard Hot 100. Den har dessutom förekommit i ett flertal andra filmer, bland annat Forrest Gump (1994) och Spider-Man 2 (2004).
1970 sjöng Siw Malmkvist in den svenska versionen "Regnet, det bara öser ner", med text av Sven-Olov Bagge. Även Sten & Stanley spelade in den låten med svensk text. Den 22 mars 1970 låg de båda versionerna på Svensktoppen samtidigt. I dag har den blivit en kultlåt och brukar framföras varje sommar i Allsång på Skansen på TV.

## Listplaceringar
| Lista (1969-1970) | Topplacering          |
| ----------------- | --------------------- |
| Australien        | 1 (Go Set)            |
| Danmark           | 7 (DR "Top Ti")       |
| Frankrike         | 56                    |
| Irland            | 9                     |
| Kanada            | 1 (RPM)               |
| Nederländerna     | 21                    |
| Norge             | 1 (VG-lista)          |
| Nya Zeeland       | 3 (NZ Listner)        |
| Spanien           | 11                    |
| Storbritannien    | 38                    |
| Sverige           | 7 (Kvällstoppen)      |
| Sverige           | 4 (Tio i topp)        |
| USA               | 1 (Billboard Hot 100) |
| Västtyskland      | 40                    |
| Österrike         | 11                    |